# Mygła

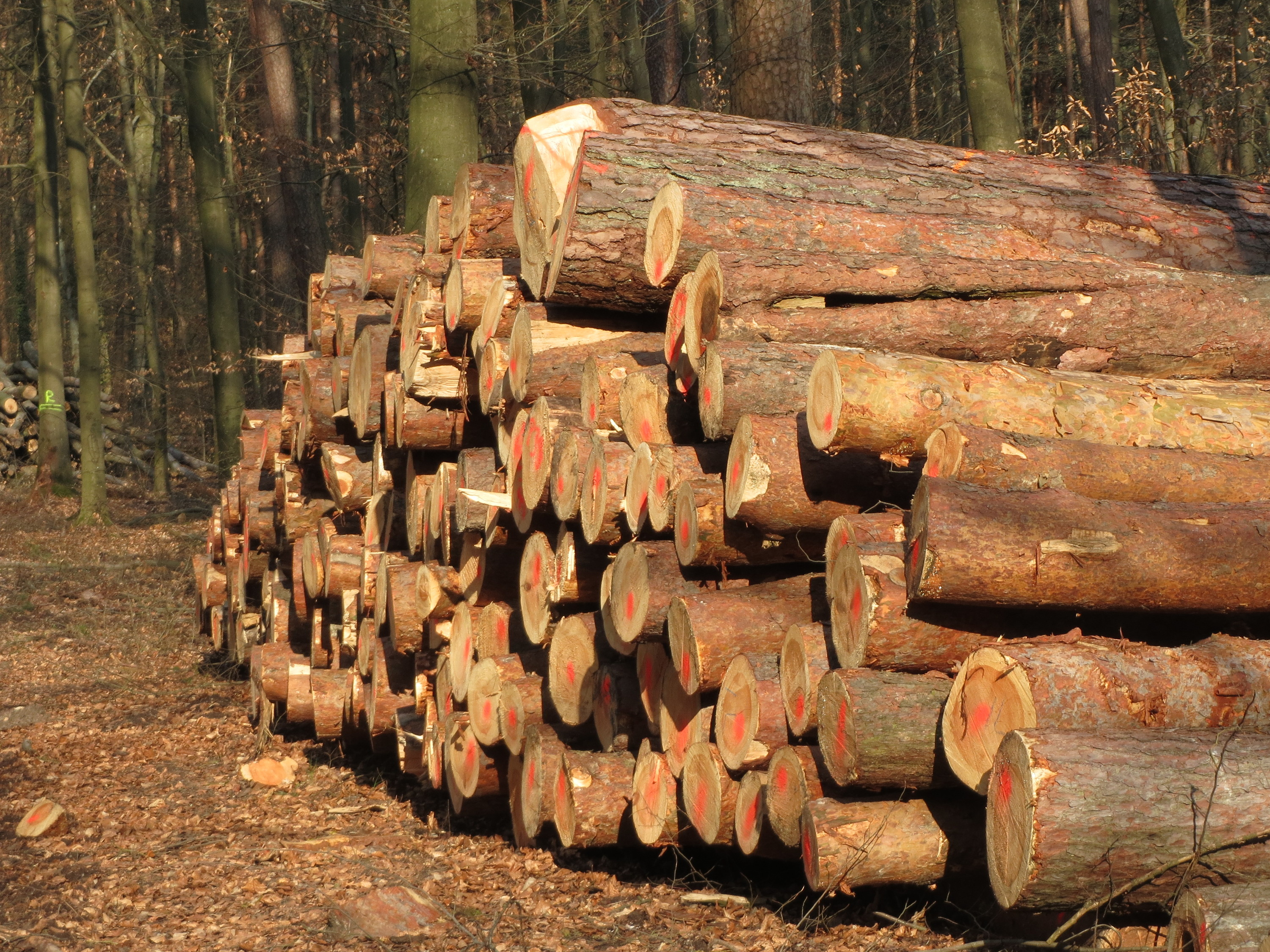
Mygła

Mygła – stos długiego drewna okrągłego ułożonego na legarach. Mygła pozwala lepiej wykorzystać powierzchnię składowania na składnicach i przy zrywce drewna z lasu.

## Źródła
- Słownik wyrazów obcych, W-wa ISBN 83-01-00521-1